# Velilla (Valladolid)
Velilla és un municipi de la província de Valladolid a la comunitat autònoma de Castella i Lleó (Espanya).
| 1991 | 1996 | 2001 | 2004 |
| ---- | ---- | ---- | ---- |
| 151  | 161  | 155  | 138  |